# نشتون (شهر)
 نشتون  شهر کوچکی از توابع استان حَجّه در کشور یمن در شبه جزیره عربستان است. ارتفاع شهر نشتون از سطح دریا ۳۱۰ متر است، و مرکز قضاء نشتون در شهر حجة است.